# Alice više ne stanuje ovdje
Alice više ne stanuje ovdje (eng. Alice Doesn't Live Here Anymore) je film  Martina Scorsesea iz 1974. s Ellen Burstyn u ulozi udovice koja se sa svojim malim sinom seli u Tucson, Arizona kako bi započela novi život i počinje raditi u zalogajnici kao konobarica. U ostalim ulogama su nastupili Alfred Lutter, Billy Green Bush, Harvey Keitel, Diane Ladd, Vic Tayback, Valerie Curtin, Kris Kristofferson i Jodie Foster.

## Radnja
Nakon što Alice Hyatt iznenada ostane udovica, odlučuje otputovati u Monterey, Kalifornija sa svojim 11-godišnjim sinom Tommyjem kako bi nastavila pjevačku karijeru. U Phoenixu, Arizona, dobiva posao pjevačice u piano baru i započinje vezu s Benom, za kojeg se ispostavlja da je oženjen i da je nasilnik. U Tucsonu ona privremeno odustaje od pjevačke karijere i postaje konobarica. Upoznaje farmera, Davida, i počinje razmišljati o tome da se skrasi.

## Produkcija
Tijekom snimanja njezina prethodnog filma  Egzorcist, Burstyn je kontaktirao studio Warner Bros. i raspitivao se želi li opet raditi s njima. Nakon što je pregledala nekoliko scenarija, glumica je bila nezadovoljna i rekla kako je žena u svakom "žrtva, žena heroja puna razumijevanja ..., prostitutka, ili neki drugi seksualni objekt", što je smatrala neistinitim u odnosu na tadašnje američko društvo. Njezin agent kasnije je pronašao scenarij za Alice i nagovorio Warnerova šefa produkcije Johna Calleyja na projekt. Calley je ponudio Burstyn da preuzme režiju, ali on se nije osjaćala spremnom za takav korak; no, radila je ono što ona naziva "čuvanjem" filma, kao neslužbeni izvršni producent. Tražeći nekog "novog i uzbudljivog", nazvala je  Francisa Forda Coppolu i pitala ga za savjet, a on je predložio Scorsesea. U intervjuu za emisiju The Directors na ReelzCHannelu, Scorsese je rekao kako je preuzeo posao jer je htio razbiti tvrdnju kako je dobar samo u režiranju muškaraca u glavnim ulogama. Burstyn i Scorsese su složili da imaju "što je moguće više žena na autoritetnim pozicijama", uključujući neobični izbor žene-scenografa.
U jednoj sceni, Flo nosi srebrni križ oko vrata, i otkriva Alice da je zapravo izrađen od pribadača. U komentaru na DVD-izdanju filma, Diane Ladd kaže da joj je konobarica u Tucsonu izradila ogrlicu za deset dolara.
U filmu je nastupila i glumica Laura Dem, kći Diane Ladd, koju se može vidjeti u predzadnjoj sceni, kako jede sladoled u zalogajnici.

## Kritike
Prvi film Martina Scorsesea snimljen za veliki studio ambiciozna je opservacija o filmskom naslijeđu ostvarena kombiniranjem, variranjem i prisvajanjem žanrovskih obrazaca melodrame i filma ceste. U uvodnoj analeptičnoj sekvenci, prikazanoj u omjeru 1,33:1, Alice je djevojčica vrlo nalik na Dorothy iz Čarobnjaka iz Oza, dok raskošni kolorit pozadine citatno priziva holivudske studijske eksterijere 1940-ih i melodrame D. Sirka, a pjesmu na koju ona otvara usta pjeva Alice Faye. Širenje okvira na sadašnjost pokazuje da su snovi o pjevačkoj slavi u Kaliforniji podjednako iluzorni kao i celuloidno sirkovsko djetinjstvo: Alice je domaćica u provinciji. Složeno supostavljanje iluzije i stvarnosti nastavlja se iznenadnom smrću njezina muža, koja dolazi kao ispunjenje izrečene želje te omogućuje putovanje prema mitskom Montereyu, ali pritom postaje na putu stavljaju na kušnju junakinjinu sposobnost razlikovanja željenog od doživljenog dok nastoji ostvariti bolji život za sebe i sina, katalizatora njezinih odnosa s muškarcima. Uvjerljivost prizora pomirenja s Davidom kao klasična melodramatskoga kraja, potkopana je samosvjesnim pljeskom promatrača okupljenih u baru. Film se odlikuje vrsnim glumačkim ostvarenjima (Ellen Burstyn nagrađena je Oscarom) u mnogobrojnim dijaloškim prizorima, te umješnim predočavanjem stanja likova pokretima kamere, pri čemu prividno bezrazložno nervozno kretanje osobito uspjelo najavljuje nadolazeće nasilje, dok se statična kamera rabi u prizorima stabilnosti.

## Nagrade
Ellen Burstyn osvojila je Oscar za najbolju glavnu glumicu, dok je film još bio nominiran za  najbolju sporednu glumicu (Diane Ladd) i  najbolji originalni scenarij. Osvojio je i BAFTA-u za najbolji film.

## Televizijski spinoff
Film je poslužio kao temelj za televizijsku seriju Alice. Jedini originalni član glumačke postave koji je nastupio u njoj bio je Vic Tayback, koji je reprizirao ulogu Mela. Diane Ladd također se kasnije pridružila seriji, ali u ulozi koja se razlikovala od one originalne. Alfred Lutter je reprizirao ulogu Tommyja, ali je nakon toga zamijenjen drugim dječjim glumcem, Philipom McKeonom.

## Vanjske poveznice
- Alice više ne stanuje ovdje u internetskoj bazi filmova IMDb-a
- Kratki sinopsis filma i biografije

1. ↑  Filmski leksikon - Alice više ne stanuje ovdje